# العلاقات الأرمينية اللوكسمبورغية
العلاقات الأرمينية اللوكسمبورغية هي العلاقات الثنائية التي تجمع بين أرمينيا ولوكسمبورغ.

## مقارنة بين البلدين
هذه مقارنة عامة ومرجعية للدولتين:
| وجه المقارنة                                              | أرمينيا                    | لوكسمبورغ                                                     |
| --------------------------------------------------------- | -------------------------- | ------------------------------------------------------------- |
| المساحة (كم2)                                             | 29.74 ألف                  | 2.59 ألف                                                      |
| عدد السكان (نسمة)                                         | 2.93 مليون                 | 599.45 ألف                                                    |
| الكثافة السكانية (ن./كم²)                                 | 98.52                      | 231.45                                                        |
| العاصمة                                                   | يريفان                     | لوكسمبورغ                                                     |
| اللغة الرسمية                                             | لغة أرمنية                 | اللغة اللوكسمبورغية، لغة فرنسية، اللغة الألمانية              |
| العملة                                                    | درام أرميني                | يورو، فرنك لوكسمبورغ                                          |
| الناتج المحلي الإجمالي (بليون دولار)                      | 11.54 مليار                | 62.40 مليار                                                   |
| الناتج المحلي الإجمالي (تعادل القوة الشرائية) بليون دولار | 25.41 مليار                | 58.13 مليار                                                   |
| الناتج المحلي الإجمالي الاسمي للفرد دولار أمريكي          | 3.49 ألف                   | 101.45 ألف                                                    |
| الناتج المحلي الإجمالي للفرد دولار أمريكي                 | 8.07 ألف                   | 101.93 ألف                                                    |
| مؤشر التنمية البشرية                                      | 0.743                      | 0.892                                                         |
| رمز المكالمات الدولي                                      | +374                       | +352                                                          |
| رمز الإنترنت                                              | .am، .հայ ‏                 | .lu                                                           |
| المنطقة الزمنية                                           | ت ع م+04:00، توقيت أرمينيا | توقيت وسط أوروبا، ت ع م+01:00، ت ع م+02:00، أوروبا/لوكسمبورج ‏ |

## منظمات دولية مشتركة
يشترك البلدان في عضوية مجموعة من المنظمات الدولية، منها:
| علم المنظمة | اسم المنظمة                               | تاريخ انضمام أرمينيا | تاريخ انضمام لوكسمبورغ |
| ----------- | ----------------------------------------- | -------------------- | ---------------------- |
|             | بنك التنمية الآسيوي                       | 2005                 | 2003                   |
|             | وكالة ضمان الاستثمار متعدد الأطراف        | 5 ديسمبر 1995        | 29 أغسطس 1991          |
|             | الأمم المتحدة                             | 2 مارس 1992          | 24 أكتوبر 1945         |
|             | الفريق المعني برصد الأرض                  | ?                    | ?                      |
|             | منظمة حظر الأسلحة الكيميائية              | ?                    | ?                      |
|             | منظمة التجارة العالمية                    | 5 فبراير 2003        | ?                      |
|             | منظمة الشرطة الجنائية الدولية             | ?                    | ?                      |
|             | منظمة الأمن والتعاون في أوروبا            | 30 يناير 1992        | 25 يونيو 1973          |
|             | مؤسسة التنمية الدولية                     | 25 أغسطس 1993        | 4 يونيو 1964           |
|             | يونسكو                                    | 9 يونيو 1992         | 27 أكتوبر 1947         |
|             | مجلس أوروبا                               | 25 يناير 2001        | ?                      |
|             | الاتحاد البريدي العالمي                   | ?                    | ?                      |
|             | البنك الدولي للإنشاء والتعمير             | 16 سبتمبر 1992       | 27 ديسمبر 1945         |
|             | الاتحاد الدولي للاتصالات                  | 30 يونيو 1992        | 2 مارس 1866            |
|             | مؤسسة التمويل الدولية                     | 18 أبريل 1995        | 4 أكتوبر 1956          |
|             | المنظمة الأوروبية لسلامة الملاحة الجوية   | 2006                 | 1960                   |
|             | المركز الدولي لتسوية المنازعات الاستشارية | 16 أكتوبر 1992       | 29 أغسطس 1970          |

## وصلات خارجية
- موقع وزارة الخارجية الأرمينية
- موقع وزارة الخارجية اللوكسمبورغية